# Susanne Schlarmann
Susanne Schlarmann (* 31. März 1968; † 24. September 2024, zeitweise Susanne Lepke) war eine deutsche Volleyballspielerin.
Susanne Schlarmann spielte in den 1980er Jahren Volleyball bei den Bundesligisten VfL Oythe und 1. VC Schwerte. Für die deutsche Nationalmannschaft absolvierte die Mittelblockerin 78 Länderspiele. Bis zu ihrem zweimaligen Riss der Achillessehne 2007 war sie aktiv im Mixed- und Senioren-Volleyball sowie im Beachvolleyball.
Zuletzt war Susanne Schlarmann Betriebliche Gesundheitsmanagerin sowie Sport- und Businesscoach in Havixbeck, Münsterland. 2024 verstarb Schlarmann in Münster.